# Сицилия
Сици́лия (итал. и сиц. Sicilia [siˈtʃiːlja]) — область в Италии. Включает в себя одноимённый остров, а также прилегающие к нему Липарские, Эгадские, Пантеллерия, Устика и Пелагские острова. Благодаря распространению (помимо итальянского) также сицилийского языка, область имеет специальный статус.
На протяжении большей части своей истории Сицилия имела важное стратегическое значение благодаря выгодному расположению на средиземноморских торговых путях. Остров также известен как часть «Великой Греции». Цицерон описывал Сиракузы как самый большой и самый красивый город Древней Греции. Население острова в I тыс. н. э. превышало 2 млн человек, что делало Сицилию самым густонаселённым регионом планеты.

## Этимология
Название «Сицилия» (Sicilia) происходит от этнонима «сикулы» (siculi) — одного из племён, в древности населявших этот остров.

## Физико-географическая характеристика

### Географическое положение
Площадь — 25 832,39 км². Население — 5 092 732 человека (31.01.2014).
Сицилия — самая большая по площади область в Италии. Вся её территория состоит из островов, причём 98 % приходится на остров Сицилия, который от материковой Италии отделён Мессинским проливом.
На острове Сицилия расположен действующий вулкан Этна высотой примерно 3329 метров. На этом же острове есть также несколько недействующих вулканов. На близлежащих Липарских островах, расположенных северо-восточнее Сицилии, находится действующий вулкан Стромболи.
На острове Сицилия преобладает гористый и холмистый рельеф, имеется несколько горных массивов, крупнейшим из которых являются Сицилийские Апеннины. Плато и равнины составляют всего 14 % от общей территории острова. Береговая линия острова Сицилии, имеющая преимущественно скалистый характер на севере и песчаный — на юге, обладает протяжённостью около 1000 км. Центральная же часть Сицилии характеризуется холмистым рельефом. Речь идёт о так называемой серной возвышенности, высота которой большей частью колеблется между 500 и 700 м.
Крупнейшие реки — Сальсо (144 км) и Симето (113 км).

### Климат
Климат Сицилии — типично средиземноморский, с жарким летом и короткой мягкой зимой. Количество солнечных часов в среднем достигает 2500 в год, в то время как в континентальной Италии — 2000, а на юге Франции — 1800. Незначительные осадки выпадают преимущественно в зимние месяцы — с октября по март. Максимальная температура регистрируется в июле и августе — в среднем +26 °C , а минимальная — от +10 °C до +14 °C — в декабре и феврале. Температура воды колеблется между +16 °C зимой и +27 °C летом.
Дикорастущая растительность соответствует климату. Для пейзажа характерны культурные растения (цитрусовые, виноград, пальмы, кактусы опунция).

## История

### Доисторический период
Первые следы человека на территории Сицилии относятся к эпохе палеолита.
В эпоху раннего неолита (7000—6000 до н. э.) территория Сицилии была заселена носителями культуры кардиальной керамики. Вплоть до раннеписьменного периода развитие Сицилии происходило синхронно с соседней Мальтой, на них представлены одни и те же археологические культуры с одинаковыми особенностями (см. доисторическая Мальта), с тем исключением, что на Сицилии не сооружались мегалитические храмы (то есть по отношению к Мальте она могла занимать подчинённое положение). Это также верно, однако, что в Сицилии были найдены небольшие дольмены, датируемые ранней бронзой (2200—1800 до н. э.), построенные позже мегалитических храмов, представленных на Мальте, и указывающие на вторжение этого небольшого острова на территорию сицилийского населения.

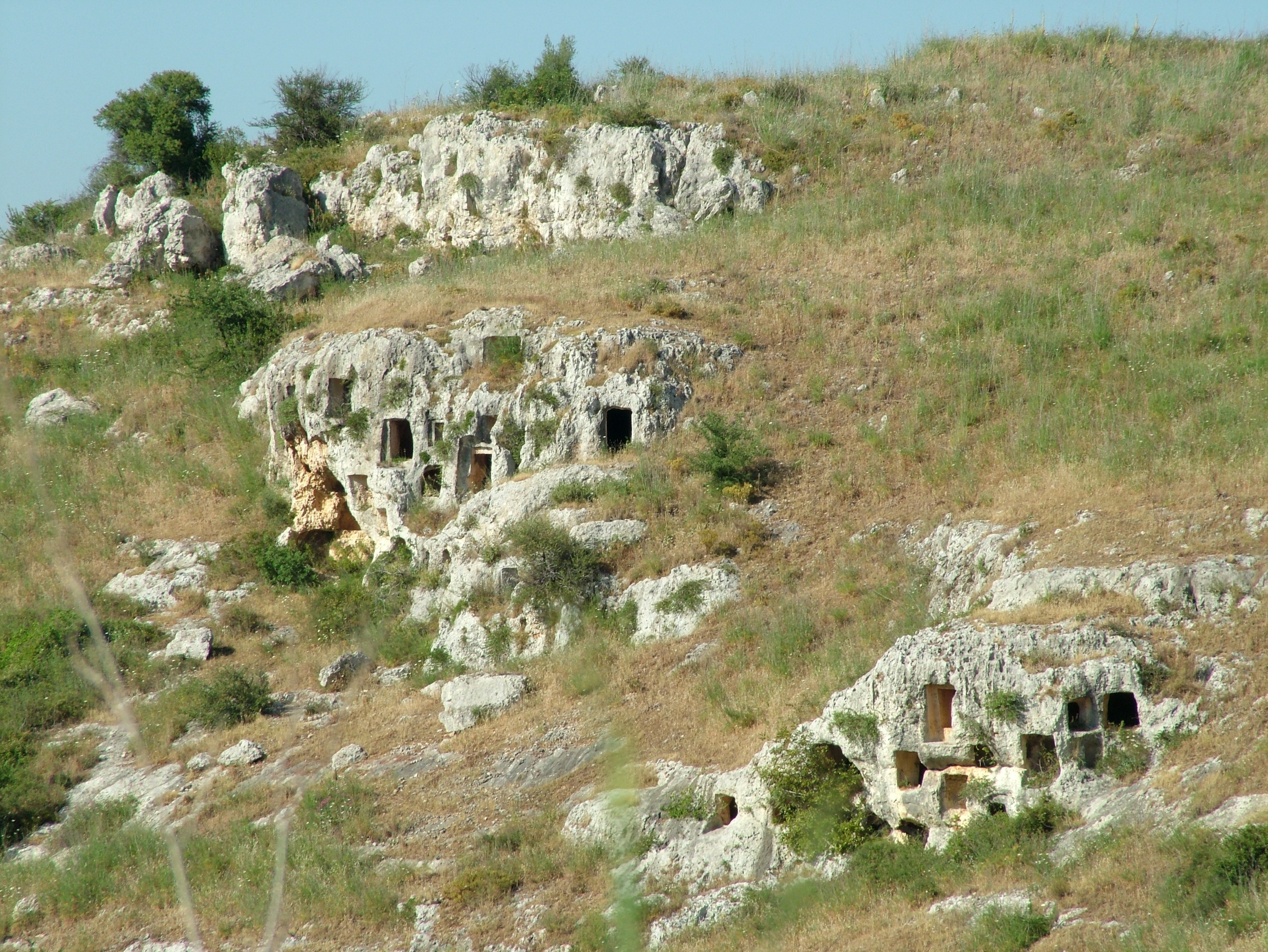
Некрополь Панталика

Древнейшие известные из письменных древнеримских источников обитатели Сицилии — сиканы (потомки автохтонной археологической культуры Кастеллуччо), а также сикулы и элимцы (пришельцы из Малой Азии из числа «народов моря». Археологический памятник Сицилии доримского периода (XII—VII вв. до н. э.) — некрополь Панталика из более чем 5000 гробниц, вырубленных в скалах, — включён в список Всемирного наследия ЮНЕСКО.

### Античность
Сицилия была колонизирована поселенцами из Карфагена и греками, начиная с VIII столетия до н. э. На востоке острова они обнаружили сикулов, а на западе — финикийцев. Сикулы вскоре были ассимилированы. Территории, заселённые финикийцами, были присоединены к владениям Карфагена, экспансия которого была надолго остановлена вследствие поражения в битве при Гимере (480 год до н. э.)

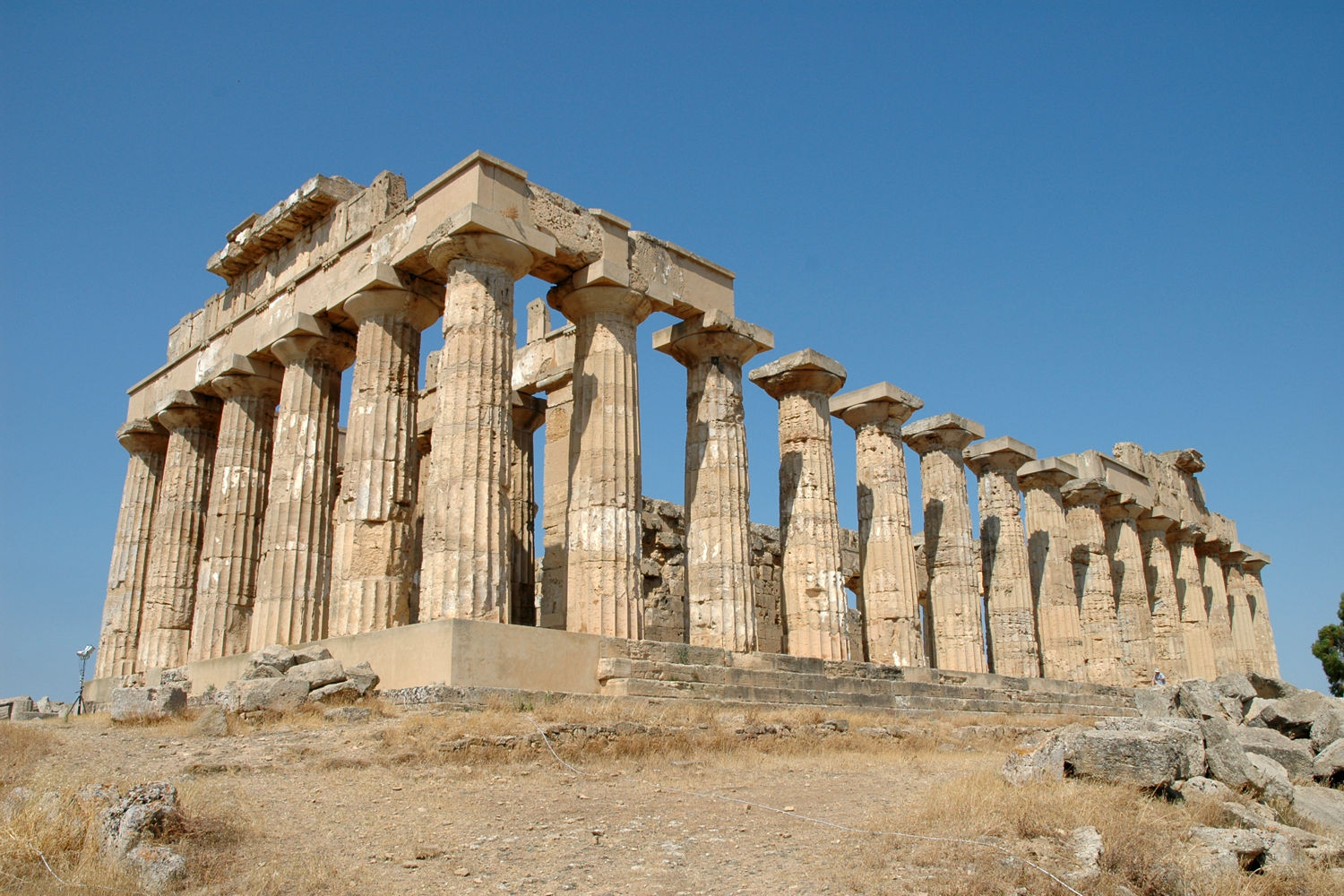
Греческий храм на Сицилии, посвящённый Гере, построен в V-м столетии до н. э.

Древнейшей греческой колонией на Сицилии считается Наксос, основанный в 734 году до н. э. на восточном побережье у горы Этны. Его основали выходцы из Халкиды на Эвбее и с острова Наксос в Эгейском море. Годом ранее (около 735 до н. э.) несколько южнее коринфяне основали Сиракузы (др.-греч. Συράκοσαι, Συράκουσαι, Συρήκουσαι, лат. Syracusae) — наиболее значительную греческую колонию на Сицилии. В 729 году до н. э. основан город Катане (Катания). Около 730—720 годов до н. э. выходцы из Кум и других халкидских городов начали колонизацию Мессинского пролива основав Занклу, позднее названную Мессина.
В ходе Пелопоннесской войны 431—404 годов до н. э. Афины пытались захватить Сицилию, но потерпели неудачу. С V в. до н. э. Карфаген стремился овладеть островом Сицилия. Особенной остроты борьба против карфагенской экспансии достигла при тиранах Сиракуз Дионисии Старшем и Агафокле. Окончательно карфагеняне были вытеснены с острова римлянами во время 1-й Пунической войны 264—241 годов до н. э.
В 241 году до н. э. Сицилия стала первой римской провинцией, житницей Рима. В 241 до н. э. — 440 н. э. Сицилия — римская провинция. Область значительных рабовладельческих латифундий Сицилия — очаг крупнейших восстаний рабов.

### Средневековье
В эпоху раннего Средневековья Сицилия находилась в руках вандалов (V век н. э.), остготов (VI век), Византии (с 535), арабов — с 888 года. В 948 году на Сицилии образовался полунезависимый эмират; в XI веке Сицилию завоевали нормандцы, создав здесь Сицилийское королевство. Нормандское завоевание сопровождалось массовым притоком романоязычного населения из Франции и Италии, что привело к вытеснению греческого и арабского языков сформировавшимся здесь сицилийским языком. Все завоевания (кроме византийского) способствовали расшатыванию и крушению рабовладельческих и укреплению феодальных отношений.[уточнить] Благодаря выгодному географическому положению Сицилия во время крестовых походов переживала экономический подъём.
В XII—XIII веках Сицилия была частью Сицилийского королевства. В 1266—1268 годах Сицилийским королевством завладел Карл I Анжуйский. Против него в 1282 году вспыхнуло народное восстание, в результате которого Анжуйская династия утратила власть над Сицилией; в 1282—1302 годах на острове утвердились короли Арагона.

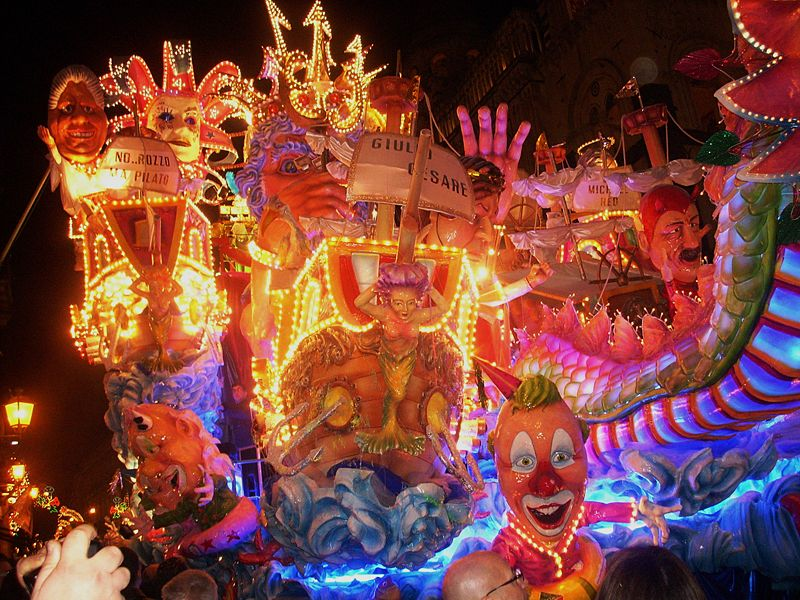
Древний карнавал Акиреале

В 1434 году основан Катанийский университет.

### Новое время

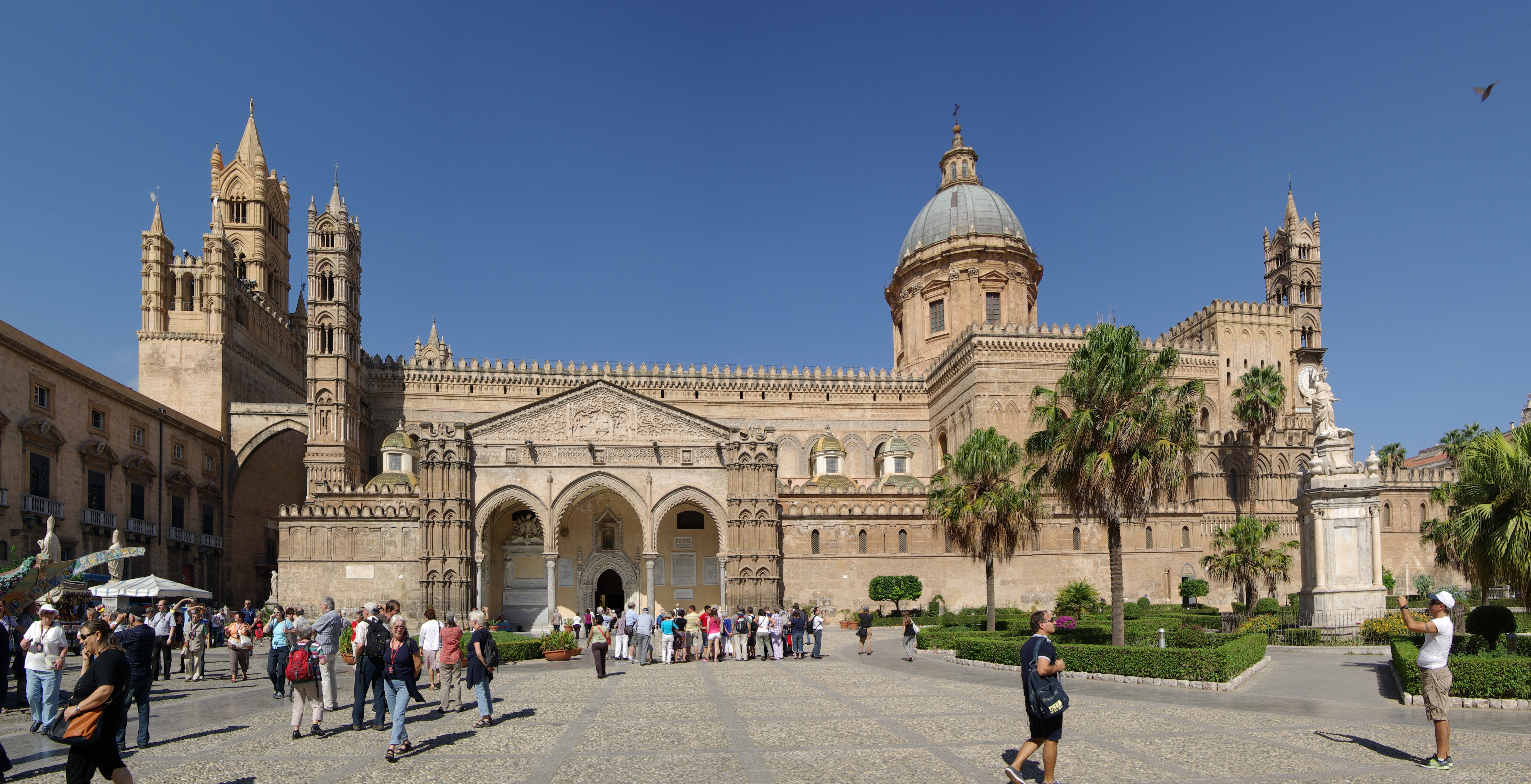
Кафедральный собор Палермо

По Утрехтскому миру 1713 года остров Сицилия отошёл к Савойскому герцогству, по Лондонскому договору 1720 года закреплён за Австрией;
С 1735 по 1860 год Сицилией правили Бурбоны из Неаполя (Королевство обеих Сицилий);
В 1806 году основан университет Палермо;
В период наполеоновского господства в Италии остров Сицилия был местопребыванием неаполитанского короля Фердинанда IV (в 1799—1802, 1806—1814);
В 1812 году король был вынужден провозгласить конституцию, составленную по образцу английской. Однако в 1816 году эта конституция была им же и отменена.
В XIX веке Сицилия — один из важнейших в Италии центров революционного движения, арена буржуазных революций 1820 и 1848 годов. В 1860 году восстание на Сицилии поддержал Джузеппе Гарибальди со своей «Тысячей», в результате чего остров был освобождён от власти Бурбонов и в 1861 году вошёл в состав объединённого Итальянского королевства. В конце XIX века на Сицилии происходили крупные восстания сельскохозяйственного пролетариата и крестьянской бедноты.[уточнить] Во время Второй мировой войны Сицилия явилась плацдармом для наступления союзных войск на Апеннинском полуострове — в 1943 году была осуществлена высадка союзных войск в Сицилии. В XX веке экономика Сицилии сохраняла аграрный характер. С этим в большой мере связано существование на Сицилии преступной организации мафии.

### Новейшая история
В 1947 году Сицилия получила областную автономию.

## Административное деление

Административная карта области Сицилия

Административно область Сицилия поделена на 6 провинций и 3 метропольных города (последние в таблице выделены цветом):
| № | Провинции и метропольные города | Площадь, км² | Население, чел. (2013) | Плотность, чел./км² | Число коммун |
| - | ------------------------------- | ------------ | ---------------------- | ------------------- | ------------ |
| 1 | Агридженто                      | 3042         | 455 288                | 149,6               | 43           |
| 2 | Кальтаниссетта                  | 2128         | 272 359                | 127,9               | 22           |
| 3 | Катания                         | 3553         | 1 084 674              | 305,3               | 58           |
| 4 | Энна                            | 2562         | 173 558                | 67,7                | 20           |
| 5 | Мессина                         | 3247         | 654 520                | 201,5               | 108          |
| 6 | Палермо                         | 4992         | 1 244 012              | 249,2               | 82           |
| 7 | Рагуза                          | 1614         | 313 698                | 194,3               | 12           |
| 8 | Сиракуза                        | 2109         | 402 680                | 190,9               | 21           |
| 9 | Трапани                         | 2460         | 435 877                | 177,1               | 24           |

Некоторые провинции включают близлежащие маленькие острова: Эолийские острова (Мессина), остров Устика (Палермо), Эгадские острова (Трапани), остров Пантеллерия (Трапани), Пелагские острова (Агридженто).

## Общая карта
Легенда карты:
| | Более 500 000 чел.         |
| | от 100 000 до 500 000 чел. |
| | от 50 000 до 100 000 чел.  |
| | от 20 000 до 50 000 чел.   |
| | от 10 000 до 20 000 чел.   |
| Палермо Катания Мессина Сиракузы Агридженто Кальтаниссетта Рагуза Энна Трапани Джела Виттория Багерия Мадзара- · дель-Валло Марсала Ачиреале Модика Аугуста Лентини Партинико Карини Термини-Имерезе Ликата Каникатти Фавара Шакка Кастельветрано Алькамо Барчеллона-Поццо-ди-Готто Милаццо Джарре Липарские · о-ва Эгадские · о-ва о. Пантеллерия о. Устика Пелагские · о-ва МАЛЬТАНаселённые пункты и острова области Сицилии |                            |

## Экономика
Сицилия — одна из наименее экономически развитых областей Италии. Экономика острова до сих пор сохраняет отсталый аграрный характер. ВВП Сицилии составляет 5,9 % от ВВП Италии. Это примерно 82 938,6 млн евро. ВВП на душу населения — 16 531,5 евро. По уровню ВВП Сицилия находится на 17 месте в Италии.
|                 | 2000     | 2001     | 2002     | 2003     | 2004     | 2005     | 2006     |
| --------------- | -------- | -------- | -------- | -------- | -------- | -------- | -------- |
| ВВП (млн. евро) | 67 203,8 | 70 530,1 | 72 855,0 | 75 084,5 | 77 327,3 | 80 358,1 | 82 938,6 |

### Промышленность
В 1950—1970-х годах здесь появились значительные очаги промышленности. В 1973 году в промышленности было занято 30,6 % экономически активного населения (причём около 1/3 их — ремесленники), в сельском хозяйстве — 27,2 %. Традиционные отрасли промышленности — добыча серы, строительного камня, морской соли, пищевая (переработка цитрусовых, помидоров, оливок, виноделие), деревообрабатывающая, швейная, судостроение (Палермо, Мессина). В числе новых и новейших отраслей — добыча калийных солей, нефти, природного газа; нефтепереработка (Аугуста, Приоло, Рагуза, Джела, Милаццо), химическая (крупнейшие центры — Приоло и Джела), цементная, электротехническая и радиоэлектронная промышленность, производство электроэнергии, в основном на ТЭС, свыше 10 млрд кВт·ч.
Самый крупный нефтеперерабатывающий завод (мощностью 20 млн т в год сырой нефти) построен на острове Сицилия, в городе Милаццо.
Главный транспортный узел Сицилия — Палермо, порт (грузооборот 2,2 млн т в 1972 г.), узел воздушных путей сообщения, железных и автомобильных дорог. Другие порты: Аугуста (36,3 млн т), Джела (7,7 млн т), Милаццо (15,4 млн т); большая часть грузооборота — нефть и нефтепродукты. Через Мессинский пролив Сицилия соединена с Апеннинским полуостровом паромом Мессина — Реджо-ди-Калабрия.

### Сельское хозяйство
На Сицилии около 650 тысяч гектаров отведено под посевное сельское хозяйство.
Нестабильность водоснабжения не мешает сельскому хозяйству быть одним из важнейших экономических ресурсов региона. Очень важным является производство злаковых, среди которых и пшеница, один из ценнейших видов твёрдого зерна, существенный в процессе производства лучших сортов пасты. Это придавало большое значение острову уже во времена римлян (остров называли римской житницей). В больших количествах выращиваются оливы, что обеспечивает производство качественного оливкового масла.
Один из типичных фруктов — хурма. Хурмой знаменита коммуна Мизильмери, где в ноябре проходит праздник в честь этого фрукта. Экономически важным для острова является выращивание фруктов, считавшихся в своё время экзотическими — киви, манго. Кроме того, климат Сицилии позволяет выращивать бананы, фисташки и миндаль.
Развит сектор культивации редких цветов — таких как, например, орхидеи, которым тоже подходит климат острова. Сицилийские цветы экспортируются в другие европейские страны.
На Сицилии развито виноделие и пчеловодство.

### Рыболовство
Рыбная ловля представляет собой драгоценный ресурс Сицилии. На острове множество крупных рыболовецких портов. Основу рыболовной промышленности составляют сардины, анчоусы, тунец, скумбрия, а точнее — типичная голубая рыба Средиземного моря, которая позволяет снабжать консервную промышленность необходимым материалом для производства рыбы в консервах, а также копчёной рыбы.
Также практикуется разведение зубатки, золотых рыбок, устриц и других моллюсков.

### Энергетика
Линия электропередачи, которая проходит через Мессинский пролив, обеспечивает частичный экспорт электроэнергии на Сицилию и, прежде всего, позволяет области получать более половины энергии, поставляемой северной Европой, в которой нуждаются 5 миллионов жителей острова. Большая часть этой энергии потребляется городами, а также используется для электрифицированных железнодорожных линий.
При том, что электростанции, производящие энергию традиционными способами, очень распространены, альтернативные источники энергии встречаются довольно редко, несмотря на огромный потенциал острова в этой сфере. Существует несколько экспериментальных электростанций, работающих благодаря силе ветра, а также использующих для своей работы биомассы. В 1987 году была построена электростанция, работающая на солнечной энергии — Эурелиос, которая в настоящее время не функционирует.

### Транспорт
На Сицилии хорошо развито автобусное сообщение, существует железнодорожный транспорт.

### Туризм

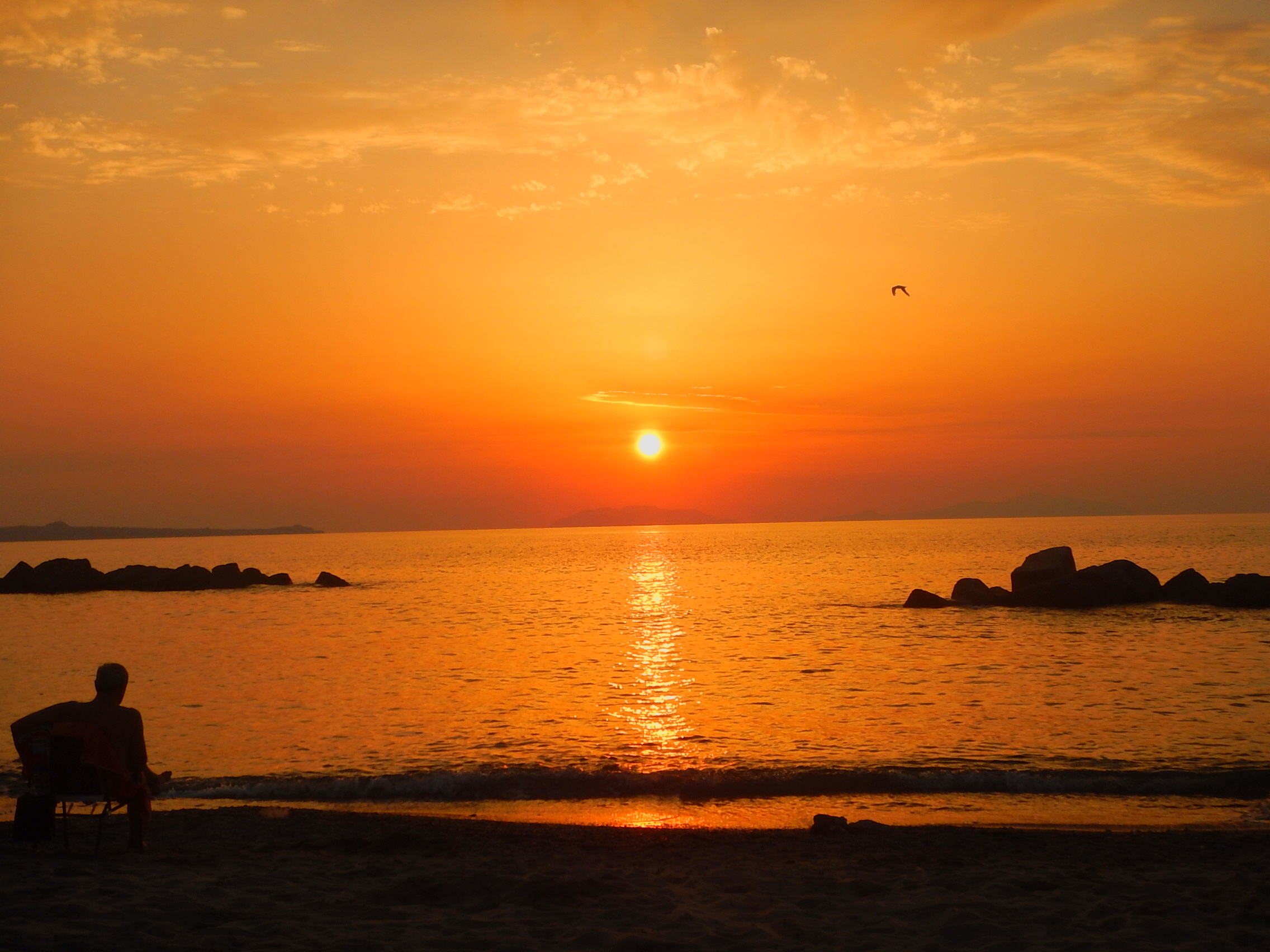
Пляж Рометта на закате перед Эолийские острова и Капо Милаццо

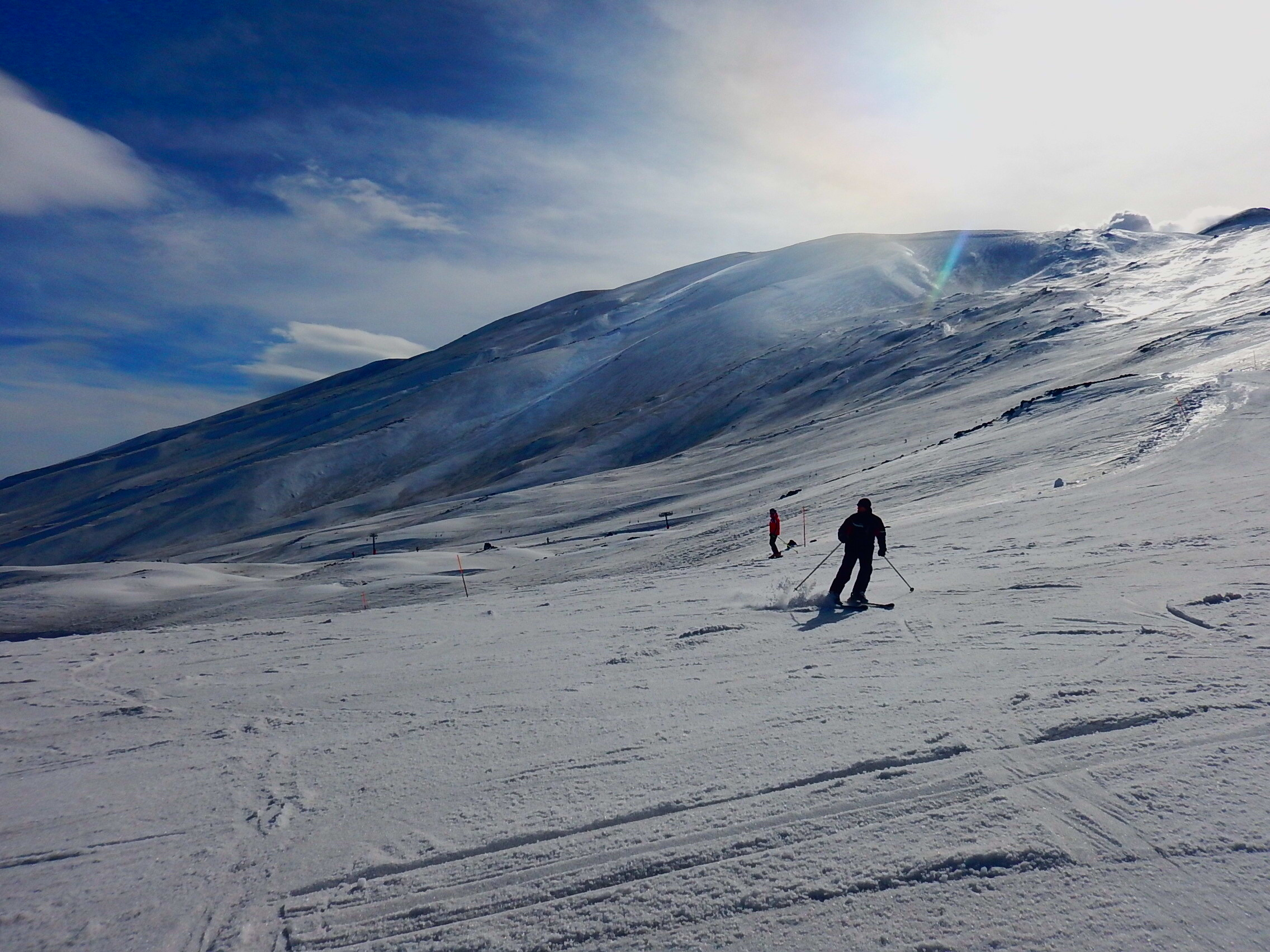
Катание на лыжах на горе Этна

Сицилия предлагает своим гостям как пляжный, так и экскурсионно-познавательный туризм. Пляжный туризм обеспечивают три моря, омывающие остров, а экскурсионный — многочисленные природные, исторические и архитектурные достопримечательности острова. Множество туристов привлекает вулкан Этна.
Большой поток туристов идёт через два международных аэропорта: Фонтанаросса (Катания) и аэропорт Палермо. Круизные суда заходят в порты Катании, Палермо, Мессины, Сиракузы.

## Культура

Архитектура Палермо

Сицилия была одним из крупнейших центров древнегреческого искусства. Наиболее значительны руины проникнутых суровым величием дорических храмов в Агридженто (VI—V века до н. э.), Сегесте (2-я половина V века до н. э.), Селинунте (VI—V вв. до н. э.). Среди памятников древнеримского искусства выделяются мозаики, найденные на римской вилле в Пьяцца-Армерина (IV век н. э.). Самобытная художественная школа сложилась в XII веке, когда византийские и местные мастера создавали постройки, сочетающие романские, византийские и мавританские черты и украшенные мозаиками: собор Чефалу, с 1131; Палаццо Реале с Палатинской капеллой (XI—XII вв.) и церковь Марторана (1143) в Палермо; собор Монреале, (1174—1189). В период кватроченто в Сицилии работал Антонелло да Мессина. Особой напряжённостью, нередко причудливостью форм отмечено в Сицилии зодчество барокко (в XVII веке — постройки Баттисты Гуарини в Мессине; в XVIII веке — многочисленные иезуитские церкви). Искусство Сицилии XIX—XX веков, выдвинувшее ряд крупных мастеров (архитекторы-классицисты Джованни Баттиста Филиппо Базиле и Эрнесто Базиле), развивается в общем русле художественной культуры Италии.